# Guido Cagnacci

Kleopatras död, cirka 1660.

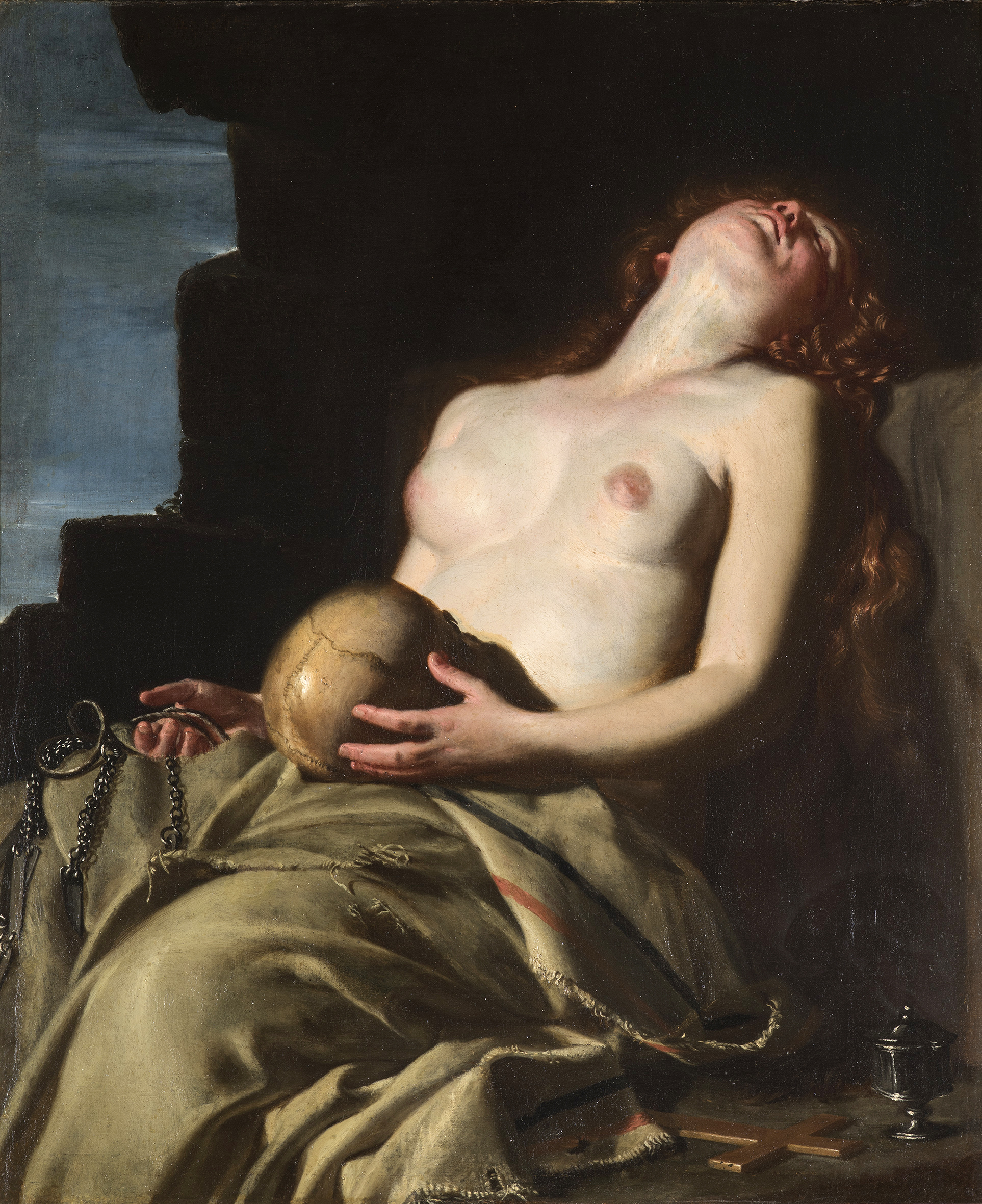
Den heliga Maria Magdalena.

Guido Cagnacci, född 19 januari 1601 i Santarcangelo di Romagna i närheten av Rimini, död 1663 i Wien, var en italiensk målare.
Cagnacci gick till en början i lära hos Guido Reni i Bologna och verkade sedan i Forlì och Venedig. Han kallades till Wien av Leopold I, och vistades där som hovmålare fram till sin död. Cagnacci är representerad vid bland annat Nationalmuseum i Stockholm.